# Карликовая галактика в Драконе
Карликовая галактика в Драконе (Draco dSph) — карликовая сфероидальная галактика, спутник Млечного Пути, входящий в состав Местной группы. Галактика была открыта американским астрономом Альбертом Джорджом Вильсоном в обсерватории Лоуэлла в 1954 году. Галактика расположена в направлении созвездия Дракон под углом 34,6° к галактической плоскости. Расстояние до неё составляет около 260 тысяч световых лет.

## История изучения
Галактика в Драконе (Draco dSph) была открыта Альбертом Уилсоном, известным своими открытиями сверхновых, кометы, астероидов и карликовых галактик. Она была обнаружена благодаря Паломарскому обзору (англ. Palomar Observatory Sky Survey, POSS) — фотографическому обзору из почти 2000 фотопластинок, выполненному в Паломарской обсерватории. В 1961 году астрономы Вальтер Бааде и Генриетта Своуп составили для галактики диаграмму цвет—звёздная величина и открыли более 260 переменных звёзд (их работа была опубликована спустя год после смерти Бааде). В 1964 году Пол Ходж, изучая распределение звёзд в Draco dSph, обнаружил, что сплюснутость галактики равна 0,29 ± 0,04. В 2016 году с помощью рентгеновской орбитальной обсерватории XMM-Newton было выявлено 10 источников рентгеновского излучения, которые представляют собой маломассивные рентгеновские двойные, катаклизмические переменные либо симбиотические звёзды.

## Характеристики
Карликовая галактика в Драконе — один из самых тусклых спутников Млечного Пути, её светимость приблизительно равна 2×105 солнечной. Благодаря многочисленным фотометрическим и спектроскопическим исследованиям сейчас известно, что она состоит преимущественно из старой популяции звёзд. Анализ собственных движений звёзд даёт основание предполагать, что в галактике присутствует более одной популяции. Возраст Draco dSph составляет приблизительно 10 млрд лет.